# Есквіліно (район)

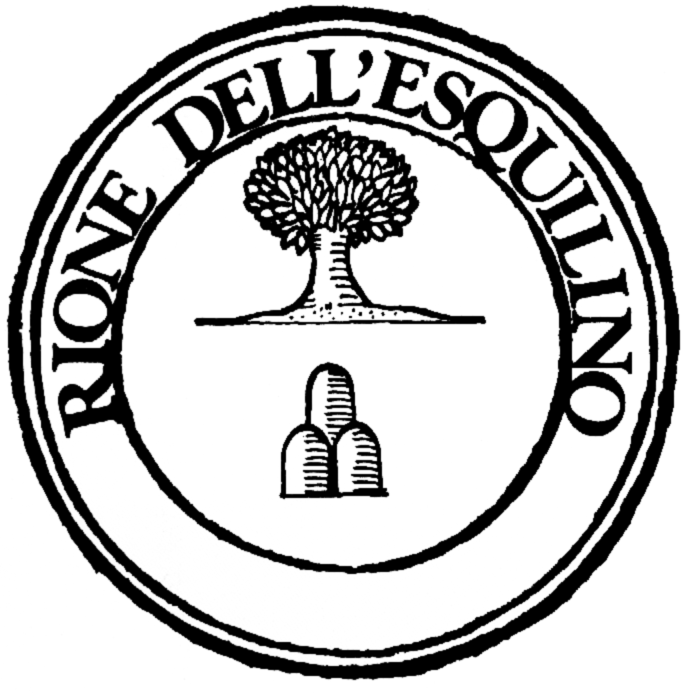
Герб Есквіліно

Есквіліно (італ. Esquilino) — XV район (Rione) Рима. Він охоплює східну частину Есквіліна та головний залізничний вокзал Терміні.

## Історія
Район утворений у 1921 році відокремленням частини території від Монті.

## Герб
На гербі зображене дерево над пагорбами.